# USS Cod (SS-224)
L' USS Cod (SS/AGSS/IXSS-224) est un sous-marin diesel-électrique de classe Gato, le seul navire de l'United States Navy à porter le nom de cod, un poisson de consommation important et très populaire de l'Atlantique Nord et du Pacifique Nord.
Classé au registre national des lieux historiques le 14 janvier 1986, il est maintenant un monument historique national, préservé en tant que navire-musée commémoratif amarré en permanence à Cleveland en Ohio, et est ouvert aux visiteurs tous les jours du 1er mai au 30 septembre.

## Historique
La pose de la quille a été effectuée par le Chantier naval Electric Boat de Groton dans le Connecticut le 21 juillet 1942. Le sous-marin a été lancé le 21 mars 1943 (parrainée par Mme G.M. Mahoney) et mis en service le 21 juin 1943 avec le commandant James C. Dempsey (en). Dempsey s'était déjà fait connaître en coulant le premier destroyer japonais perdu pendant la guerre alors qu'il commandait l'USS S-37 (SS-142), un petit sous-marin de la Première Guerre mondiale.

### Navire musée et mémorial
Un groupe de résidents de Cleveland a formé le Cleveland Coordinating Committee to Save Cod, Inc., dans le but de préserver le navire en tant que mémorial. En janvier 1976, l'US Navy a donné la tutelle du sous-marin au groupe. USS Cod a ouvert ses portes pour des visites publiques en tant que mémorial flottant le 1er mai 1976. En 1986, le Département de l'Intérieur des États-Unis a désigné le Cod comme National Historic Landmark. Le mémorial est ouvert tous les jours du 1er mai au 30 septembre de chaque année de 10 h à 17 h.
Aujourd'hui, Cod est l'un des plus beaux sous-marins restaurés exposés et est le seul sous-marin américain qui n'a pas eu d'escaliers et de portes coupés dans sa coque à pression pour l'accès public, Cod est le seul sous-marin de la flotte de la Seconde Guerre mondiale qui est encore intact.
Le Cod exploite une station de radioamateur, W8COD, et participe à divers concours de radio amateur et à d'autres événements tels que Field Day.

## Décorations
- American Campaign Medal
- World War II Victory Medal
- National Defense Service Medal
- Asiatic-Pacific Campaign Medal avec sept Service stars
- Philippine Liberation Medal

## Galerie

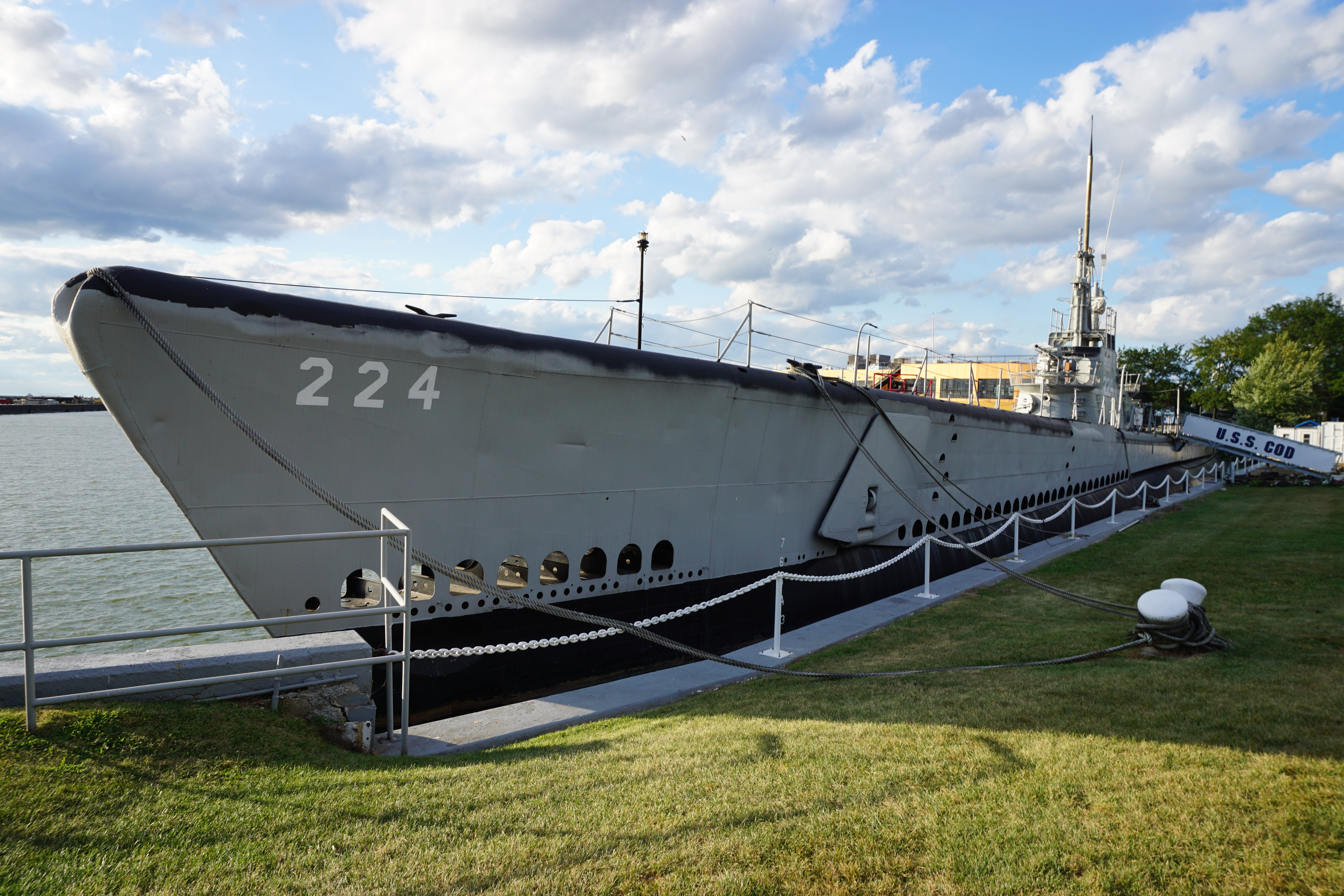
Navire-musée à Cleveland
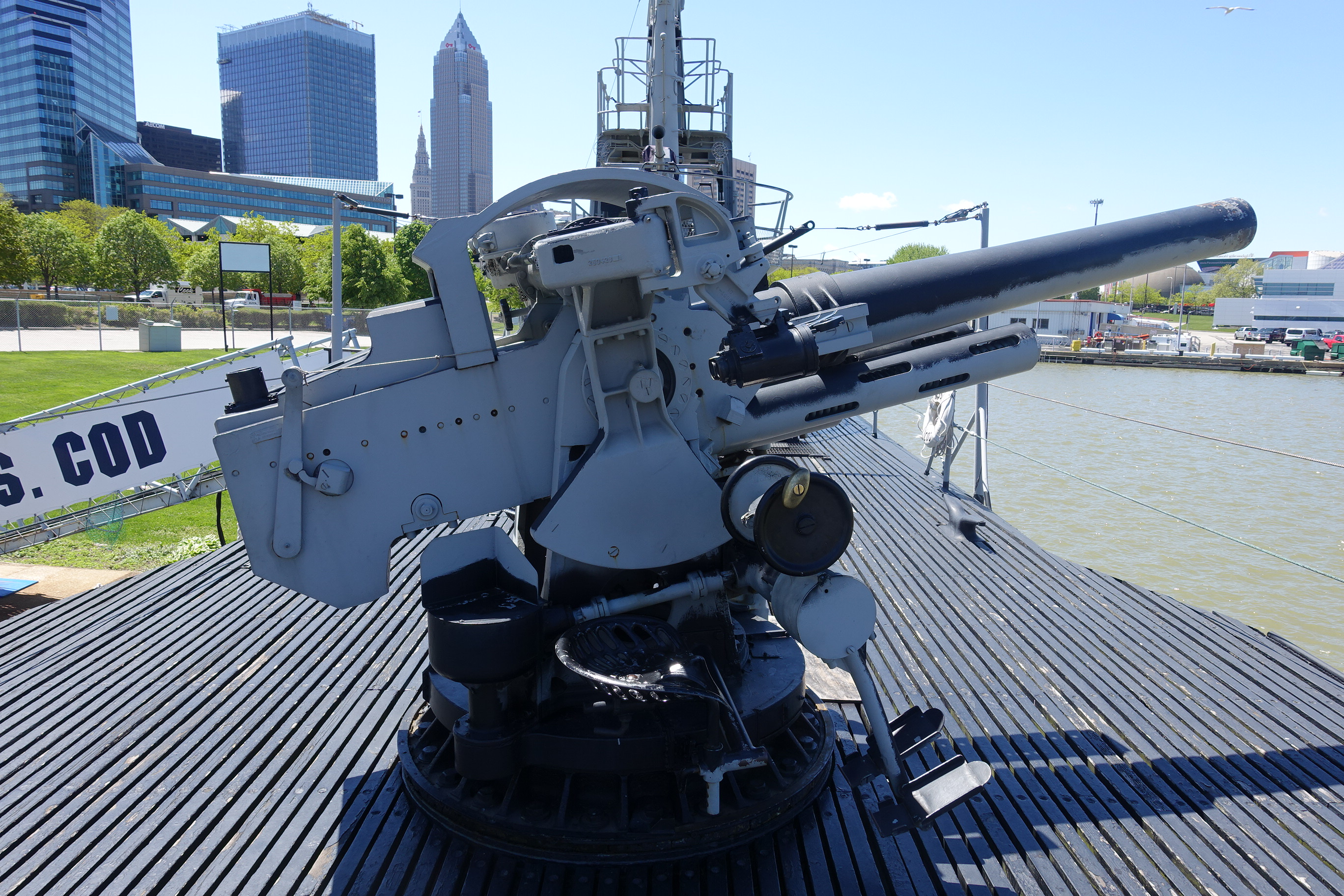
Canon antiaérien
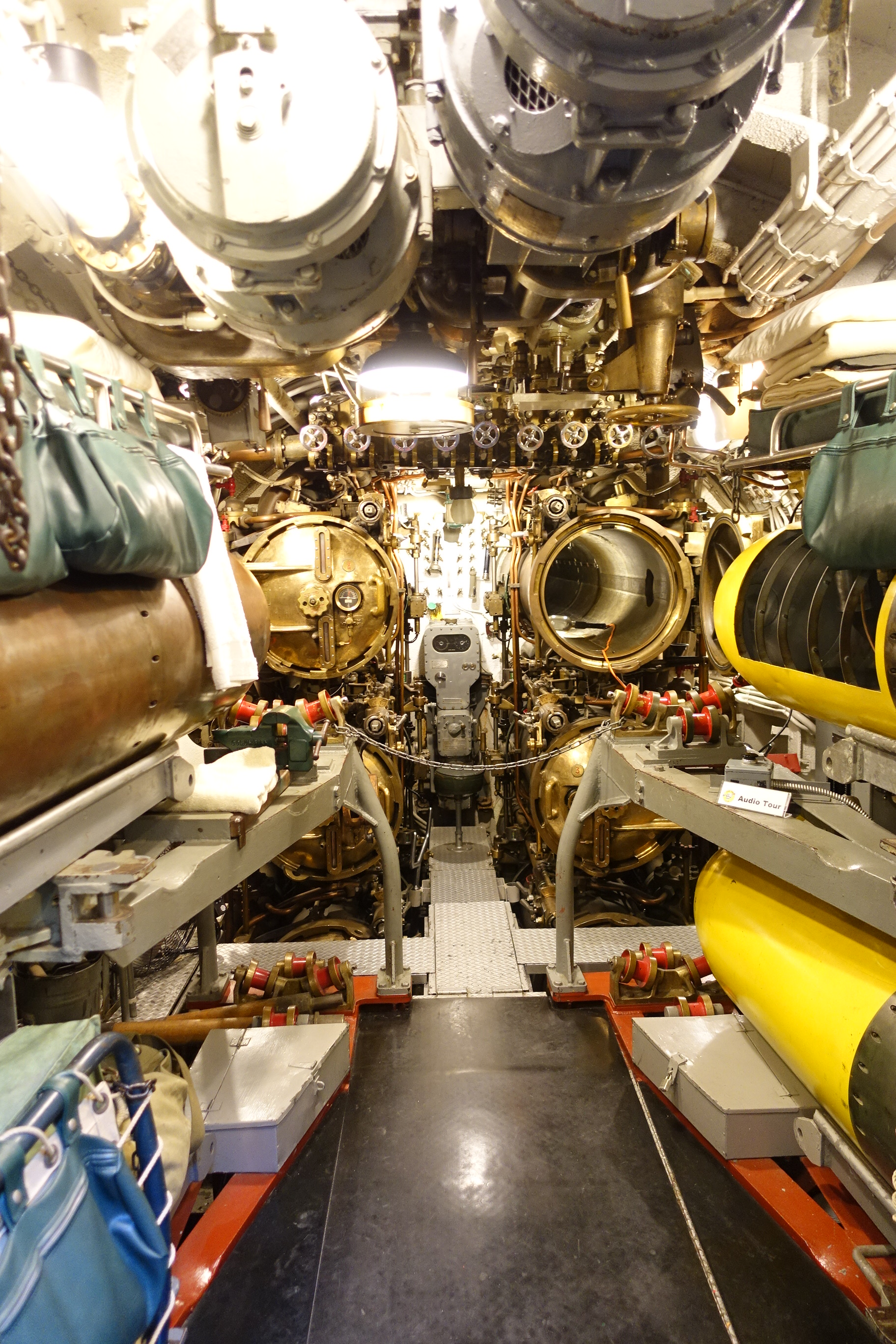
Salle des torpilles